# Mariola Pawlak
Mariola Pawlak, primo voto Kudłak, secundo voto Marzec (ur. 7 lipca 1961 we Wrocławiu) – polska koszykarka, grająca na pozycji silnej skrzydłowej i środkowej.

## Życiorys
Jest wychowanką Odry Wrocław, z której przeszła w 1979 do Wisły Kraków. Z tą drużyną zdobyła w 1980 złoty medal Mistrzostw Polski. Po roku spędzonym pod Wawelem wróciła do Wrocławia, gdzie zasiliła szeregi Ślęzy Wrocław. W tym klubie spędziła kolejnych 10 sezonów. W ciągu tych dziesięciu lat zdobyła złoty medal Mistrzostw Polski (1987) oraz cztery srebrne (1982, 1984, 1985, 1986). Została wybrana dwukrotnie na najlepszą koszykarkę ligi (1981/82, 1984/85), a także trzykrotnie znalazła się w "piątce ligi" w plebiscycie Przeglądu Sportowego (1984/85, 1985/86, 1986/87).
W 1990 wyjechała do Francji, gdzie grała przez trzy lata. Później przeniosła się do Szwajcarii, gdzie zdobyła trzy brązowe medale. W sezonie 1995/96 wraz z drużyną BCA Arlesheim występowała w pucharze im. Liliany Ronchetti. W 1996 postanowiła wrócić do polskiej ligi i Ślęzy Wrocław (średnio 16 punktów w meczu). Następny rok spędziła w drużynie Color Cap Rybnik (11 punktów w meczu), by w wieku 37 lat zakończyć sportową karierę. Wróciła na parkiet w sezonie 2002/2003, by pomóc Tęczy Leszno w awansie do pierwszej ligi. Wystąpiła jednak tylko w dwóch meczach.
W Reprezentacji Polski wystąpiła na sześciu turniejach Mistrzostw Europy (1980 – Jugosławia, 1981 – Włochy, 1983 – Węgry, 1985 – Włochy, 1987 – Hiszpania, 1991 – Izrael) oraz na Mistrzostwach Świata (1983 – Brazylia). Zdobyła dwa srebrne medale Mistrzostw Europy w Banja Luce (1980) i Anconie (1981).
Jej mężem jest Leszek Marzec, były koszykarz i trener koszykówki.

## Osiągnięcia
Drużynowe
- Mistrzyni:
  - Polski (1980, 1987)
  - juniorek (1978)
- Wicemistrzyni Polski (1982, 1984–1986)
- Brązowa medalistka mistrzostw Szwajcarii (1994–1996)

Indywidualne
- MVP:
  - sezonu polskiej ligi (1982, 1985)
  - Pucharu Szwajcarii (1994)
- Zaliczona do I składu najlepszych zawodniczek ligi w plebiscycie Przeglądu Sportowego (1985, 1986, 1987)
- Liderka strzelczyń:
  - polskiej ligi (1985)
  - mistrzostw Polski juniorek (1978)

Reprezentacja
- Wicemistrzyni Europy (1980, 1981)
- Uczestniczka:
  - mistrzostw:
    - świata (1983 – 7. miejsce)
    - Europy:
      - 1980, 1981, 1983 – 7. miejsce, 1985 – 6. miejsce, 1987 – 10. miejsce, 1991 – 6. miejsce
      - U–18 (1979 – 9. miejsce)

  - kwalifikacji olimpijskich (1980, 1984, 1992)
  - uniwersjady (1987)
  - igrzysk dobrej woli (1986)